# أبراج الساعة
وقف أبراج الساعة "أبراج البيت سابقًا" ويعرف أيضا بوقف الملك عبدالعزيز هو مجمع أبراج مكون من سبع ناطحات سحاب مقابل المسجد الحرام في مكة المكرمة بالمملكة العربية السعودية، أطول هذه الأبراج يصل إلى 601 متر طولا والذي يصنف بأنه ثالث أطول برج في العالم ويعرف باسم برج ساعة مكة الملكي وأقصرها يصل إلى 220 متر طولا. وضع حجر الأساس لهذا المشروع الملك عبدالله بن عبدالعزيز آل سعود عندما كان وليا للعهد وذلك بتاريخ 28 نوفمبر 2002م الموافق 23 رمضان 1423هـ في عهد الملك فهد بن عبدالعزيز آل سعود. اكتمل أول برج ضمن هذه المجموعة المكونة من سبعة أبراج بتاريخ 20 يناير 2007م الموافق 1 محرم 1428هـ. بينما اكتملت مجموعة الأبراج السبعة في بدايات عام 2012م الموافق لبدايات عام 1433هـ.
تعد مساحة مجموعة أبراج البيت هي الأكبر في العالم لمجمع تجاري وسكني حيث تبلغ 1.5 مليون مترمربع. تم اختيار شركة مجموعة بن لادن السعودية لتنفيذ هذا المشروع كمطور رئيسي للمشروع وبالتعاون مع شركة دار الهندسة كمقاول عمارة وانشاء. وقد كلف انشاء مجموعة أبراج البيت 15 مليار دولار.

## الموقع

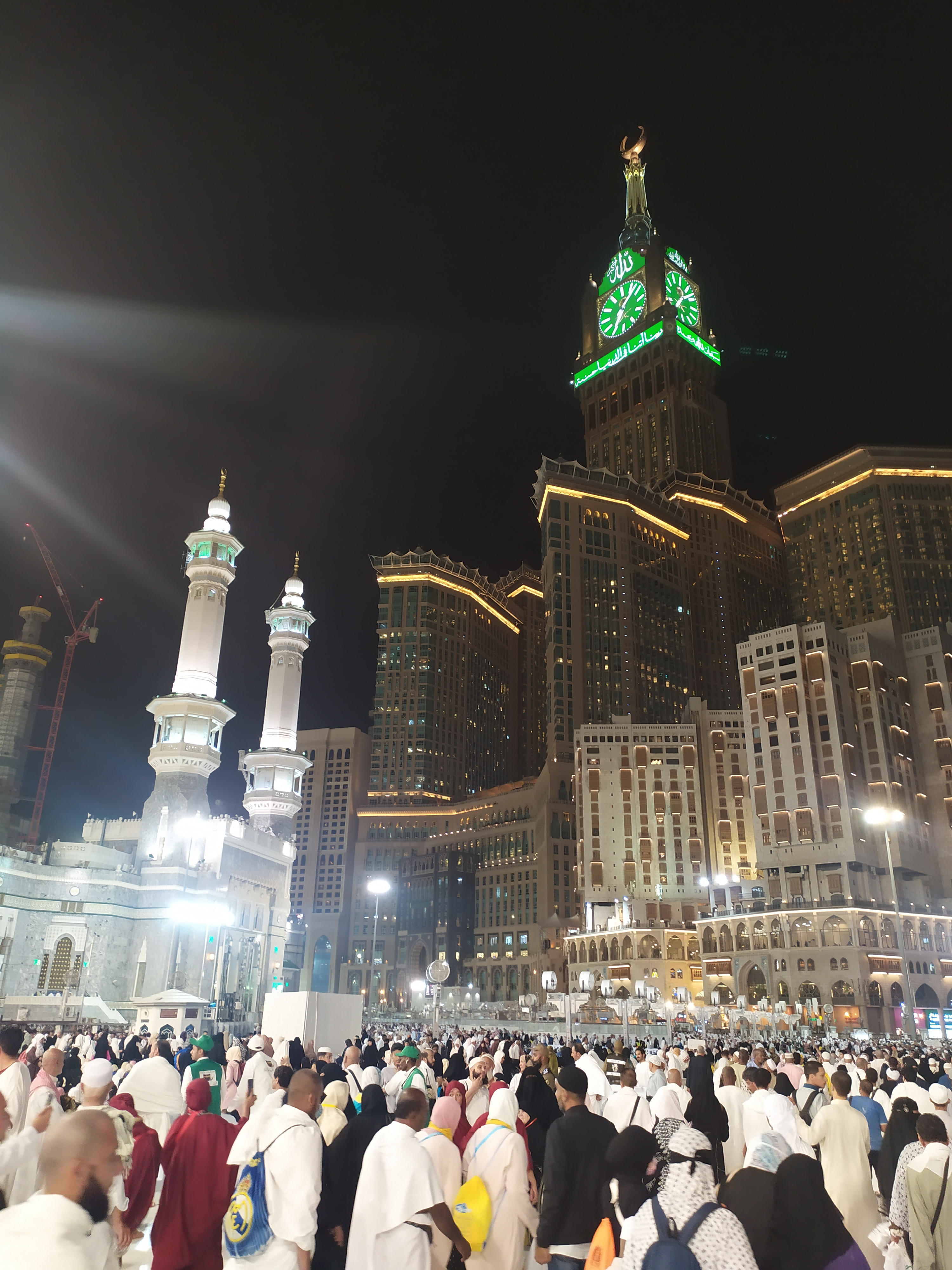
برج الساعة في مكة المكرمة ليلاً

تقع هذه الأبراج أمام باب الملك عبدالعزيز بالمسجد الحرام، حيث تتصل هذه الأبراج بساحات المسجد الحرام ويفصلها عن الكعبة قرابة 500 متر. ونظرا لضخامة مساحة المشروع المقدرة بمليون ونصف مترمربع فقد أوقف الملك فهد الأراضي المقررة لهذا المشروع من بينها أنقاض قلعة أجياد والجبل الذي تعتليه والأراضي المجاورة.

## وقف الملك عبدالعزيز
أعلن الملك فهد أن هذه الأبراج هي وقف للحرمين الشريفين وذلك بمسمى وقف الملك عبدالعزيز بإشراف الهيئة العامة للأوقاف. ويعود ريع هذا الوقف لتغطية النفقات التشغيلية والتطويرية للمسجد الحرام.

## خصائص أبراج الساعة

### نظام التكييف
يتم استخدام نظام التبريد المناطقي لإيصال خدمات التبريد لأبراج الساعة ومرافقها، ويعتبر هذا النظام أحد حلول التدفئة والتهوية والتبريد الأكثر فاعلية من حيث كفاءة العمل وانخفاض التكلفة مقارنة بالأنظمة الأخرى التقليدية والتي تتسبب بهدر للطاقة بالإضافة لإرتفاع تكلفتها التشغيلية.
تصل القدرات التبريدية للمحطة المركزية لأبراج الساعة إلى 46000 طن، حيث تبعد هذه المحطة حوالي كيلومتر عن موقع الأبراج وذلك لتجنب الضوضاء الناتجة من المحطة. بالإضافة للتبريد والتدفئة تعمل هذه المحطة على رفع جودة الهواء داخل الأبراج بمعدل ترشيح يتجاوز 95%.

### إضاءة تحذير الطائرات
تستخدم أضواء التحذير لتنبيه الطائرات التي تطير على ارتفاعات منخفضة مثل الطائرات المروحية بوجود مبنى يتجاوز ارتفاعه 150 متر بهدف تفادي الاصطدام، ونظراً لتجاوز الأبراج السبعة هذا الارتفاع فهي مزودة بأضواء تحذير الطائرات.

### عمود الحماية من صواعق البرق
يوجد في أعلى برج الساعة مانعة الصواعق والتي تعمل على حماية الأبراج ومرافقها من التيار الكهربائي الضخم الناتج من التعرض لصعقات البرق.

### الأحداث
يتزين أعلى برج الساعة والمتمثل بالعنق أعلى الساعة والهلال بالاضواء لإعلان دخول عدد من المناسبات أبرزها:
- وقت الصلوات في مكة المكرمة وذلك بالتزامن مع أذان المسجد الحرام.[12]
- شهر رمضان.[13]
- عيد الفطر.[14]
- عيد الأضحى.[15]
- بداية الشهور الهجرية.[16]
- اليوم الوطني السعودي.[17]

### أرقام احصائية
- أكبر ساعة حجما في العالم والتي تمتد 43 مترا طولا وعرضا.[18]
- أعلى ساعة في العالم عند ارتفاع 601 متر.[19]
- الأكثر تكلفة في تصنيف المباني التجارية والسكنية بتكلفة مقدارها 15 مليار دولار.[6][7]
- الأكبر مساحة حول العالم وذلك بمساحة تقدر ب 1,575,815 متر مربع.[5]
- 65000 شخص سعة استيعاب مجمع أبراج البيت والتي جعلت منه أعلى مجمع سكني من حيث استيعاب السكان.[5]
- يصل اجمالي عدد الغرف لمجموعة الأبراج السبعة إلى 11116 غرفة موزعة مابين غرف وشقق فندقية ومكاتب.[20]
- يصل اجمالي عدد المصاعد لمجموعة الأبراج السبعة إلى 404 مصعد تبلغ سعة الواحد منها 50 شخص.[20]
- يصل اجمالي عدد السلالم الكهربائية لمجموعة الأبراج السبعة إلى 129 سلم كهربائي.[20]
- تحتوي الأبراج على مركز تسوق تجاري ممتد بين 5 ابراج باجمالي 8 طوابق، ويبلغ عدد المحلات التجارية 1444 متجر.[20]
- يبلغ عدد غرف الخدمات 1591 غرفة.[20]

## مرافق أبراج البيت

### متحف برج الساعة
متحف برج الساعة والذي تم افتتاحه في شهر رمضان عام 1440 هـ يقع في أربع طوابق لتشرح رحلة الأنسان مع الوقت، بدءا بالنجوم في الطابق الأول مرورا بالشمس والقمر في الطابق الثاني ثم اختراعات الانسان لحساب الوقت في الطابق الثالث لتنتهي رحلة الزائر بالتعرف على ساعة مكة والتقنيات المستخدمة في تطويرها في الطابق الرابع للمتحف.

### مرصد مكة
مرصد مكة سابقا والذي حل محله حاليا مرصد مركز برج الساعة بمكة ليكون مرصد إسلامي للأهلة والذي يثبت من خلاله فريق من الخبراء دخول الأشهر الهجرية، بالاضافة لذلك يجري العلماء في هذا المرصد أبحاث ودراسات خاصة بعلوم الفلك والقمر. حيث يعتبر مركز برج الساعة بمكة أحد المراصد العشرة في السعودية التي يتم من خلالها رصد الهلال الذي يعلن دخول الأشهر الهجرية والتي من ابرزها شهري رمضان وذو الحجة.

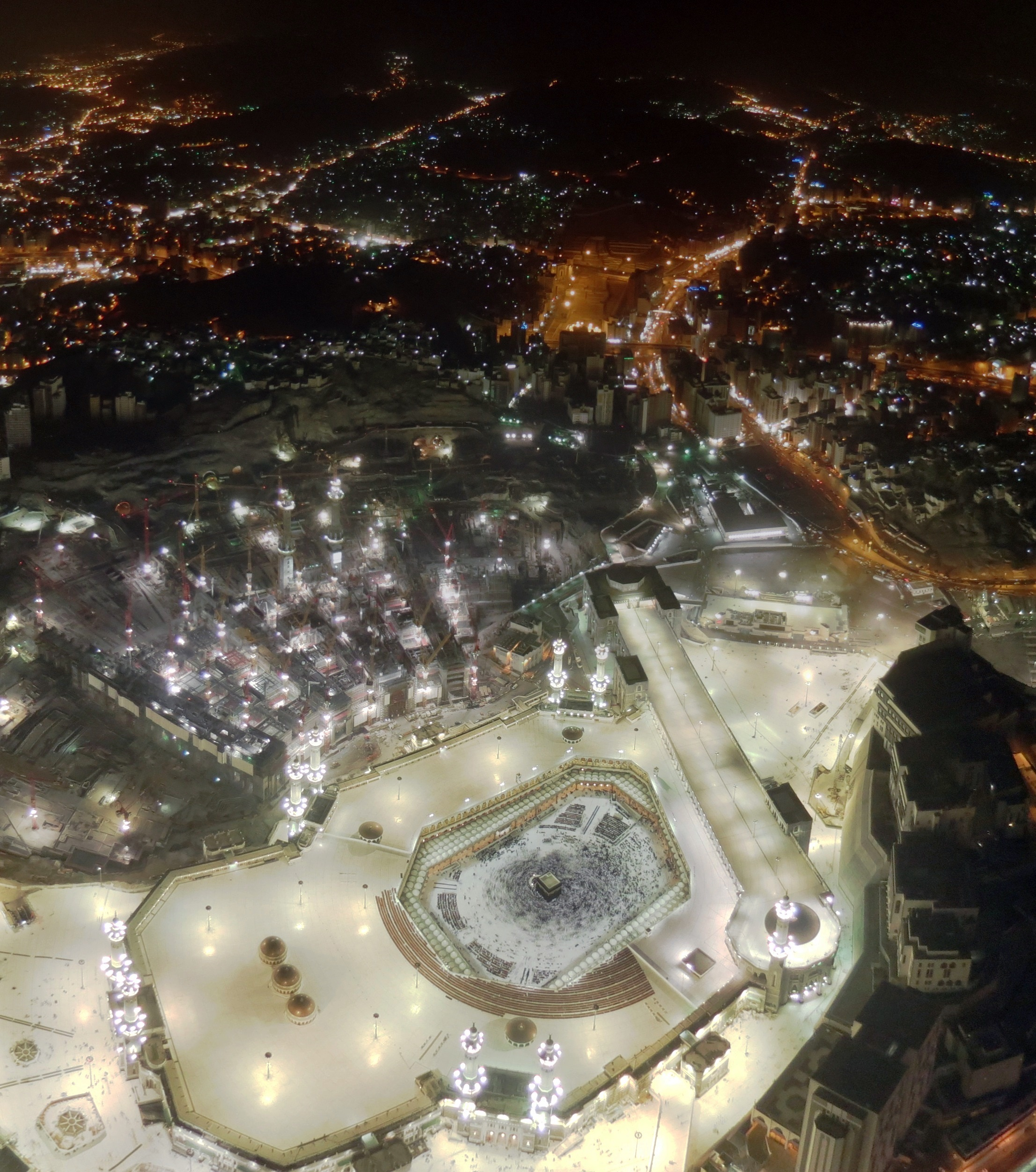
مكة المكرمة من أعلى نقطة في الأبراج

## الأبراج
مجمع أبراج البيت يتألف من سبعة ناطحات سحاب تتفاوت من حيث المواصفات المعمارية والتشغيلية. يصل ارتفاع أعلى برج فيها والمسمى ببرج ساعة مكة إلى 601 متر والتي جعلت منه ثالث أعلى برج في العالم بعدد طوابق يصل إلى 123 طابق منها 120 طابق فوق الأرض و 3 طوابق تحت الأرض. فيما يتراوح ارتفاع بقية الأبراج مابين 232 متر و 279 متر وبعدد طوابق مابين 46 و 61 طابق جميعها فوق الأرض. وضع حجر الاساس لهذا المشروع الملك عبدالله بن عبدالعزيز آل سعود عندما كان وليا للعهد وذلك بتاريخ 28 نوفمبر 2002م الموافق 23 رمضان 1423هـ في عهد الملك فهد بن عبدالعزيز آل سعود. تم افتتاح أول برج من هذه الأبراج بتاريخ 20 يناير 2007م الموافق 1 محرم 1428هـ بينما اكتمل المشروع في بدايات عام 2012م الموافق لبدايات عام 1433هـ. تعد مساحة مجموعة أبراج البيت هي الأكبر في العالم لمجمع تجاري وسكني حيث تبلغ 1.5 مليون مترمربع. يحتوي مجمع أبراج البيت على مقر للمؤتمرات والذي تبلغ طاقته الاستيعابية 1500 شخص، ومركز تجاري للتسوق ممتد بين خمسة ابراج بسعة 1444 متجر، ومهبطي طائرات لها اتصال بجميع الأبراج السبعة، ومواقف سيارات بطاقة استيعابية تصل إلى اكثر من 1000 سيارة، ومصلى يتسع لأكثر من 10 الاف شخص. تم اختيار شركة مجموعة بن لادن السعودية لتنفيذ هذا المشروع مطورا رئيسيا للمشروع وبالتعاون مع شركة دار الهندسة كمقاول عمارة وانشاء. وقد كلف انشاء مجموعة أبراج البيت 15 مليار دولار.

### تفاصيل الأبراج
تتولى عدد من العلامات التجارية المعروفة في مجال تشغيل الفنادق من فئة الخمسة نجوم إدارة وتشغيل الجانب السكني من هذا المجمع. في الجدول التالي عرض لأبرز خصائص الابراج.
| م | اسم البرج           | الفندق المشغّل                   | عدد الغرف | الارتفاع          | الطوابق أعلى الأرض | الطوابق تحت الأرض | عدد المصاعد | مواد الإنشاء | الاستخدام   | الاكتمال |
| - | ------------------- | ------------------------------- | --------- | ----------------- | ------------------ | ----------------- | ----------- | ------------ | ----------- | -------- |
| 1 | برج ساعة مكة الملكي | فندق ساعة مكة فيرمونت           | 1618      | 601 م (1,972 قدم) | 120                | 3                 | 96          | صلب/خرسانة   | فندق / أخرى | 2012     |
| 2 | برج زمزم            | فندق بولمان زمزم مكة            | 1315      | 279 م (915 قدم)   | 58                 | 0                 | 41          | خرسانة       | فندق        | 2012     |
| 3 | برج هاجر            | فندق وريزيدنسز موڤنبيك برج هاجر | 1700      | 276 م (906 قدم)   | 54                 | 0                 | 36          | خرسانة       | فندق        | 2012     |
| 4 | برج المقام          | فندق سويس أوتيل المقام          | 1624      | 232.4 م (762 قدم) | 61                 | 0                 | 40          | خرسانة       | سكني        | 2012     |
| 5 | برج القبلة          | فندق سويس أوتيل مكة             | 1487      | 232.4 م (762 قدم) | 61                 | 0                 | 38          | خرسانة       | سكني        | 2012     |
| 6 | برج المروة          | المروة ريحان من روتانا مكة      | 503       | 232 م (761 قدم)   | 46                 | 0                 | 27          | خرسانة       | فندق        | 2008     |
| 7 | برج الصفا           | فندق قصر مكة رافلز              | 214       | 232 م (761 قدم)   | 46                 | 0                 | 27          | خرسانة       | سكني        | 2007     |

### سباير
يحتوي البرج على قاعدة مغطاة بالزجاج مكونة من ثمانية طوابق (الجوهرة) وهي تابعة لمركز علمي به معرض صغير خاص به وسطح مراقبة آخر على ارتفاع 484 مترًا (1587.93 قدم). أعلى طابق في الجوهرة هو طابق برج المراقبة، والذي كان من المقرر استخدامه للتحكم في الحركة الجوية في سماء مكة (بشكل رئيسي طائرات الهليكوبتر حيث لا يسمح للطائرات بالطيران بالقرب من مكة). ومع ذلك، تم تخطي هذا لأسباب فنية ولم يتضح الاستخدام المستقبلي بعد. فوق الجوهرة، يحتوي البرج على تجهيزات تقنية فقط للصوت والضوء والبنية التحتية الأخرى وفي النهاية سطح المشاهدة الأخير والهلال فوقه. يتكون الهلال من طابقين عاديين مع مناطق للمعيشة وعدد قليل من الطوابق الخدمية والغرف.
تم إنشاء الهلال في دبي في أبريل 2011. وهو مصنوع من مادة ذهب الفسيفساء المدعم بالألياف الزجاجية، ويصل وزنه إلى 35 طن. تكلف 90 مليون درهم من الإمارات العربية المتحدة واستغرق بناؤه ثلاثة أشهر. تحتوي المئذنة وقاعدتها على مكبرات صوت تبث الأذان لمسافة 7 كيلومترات ومساحة قدرها 160 كيلومترًا تقريبًا2.

## ساعة مكة

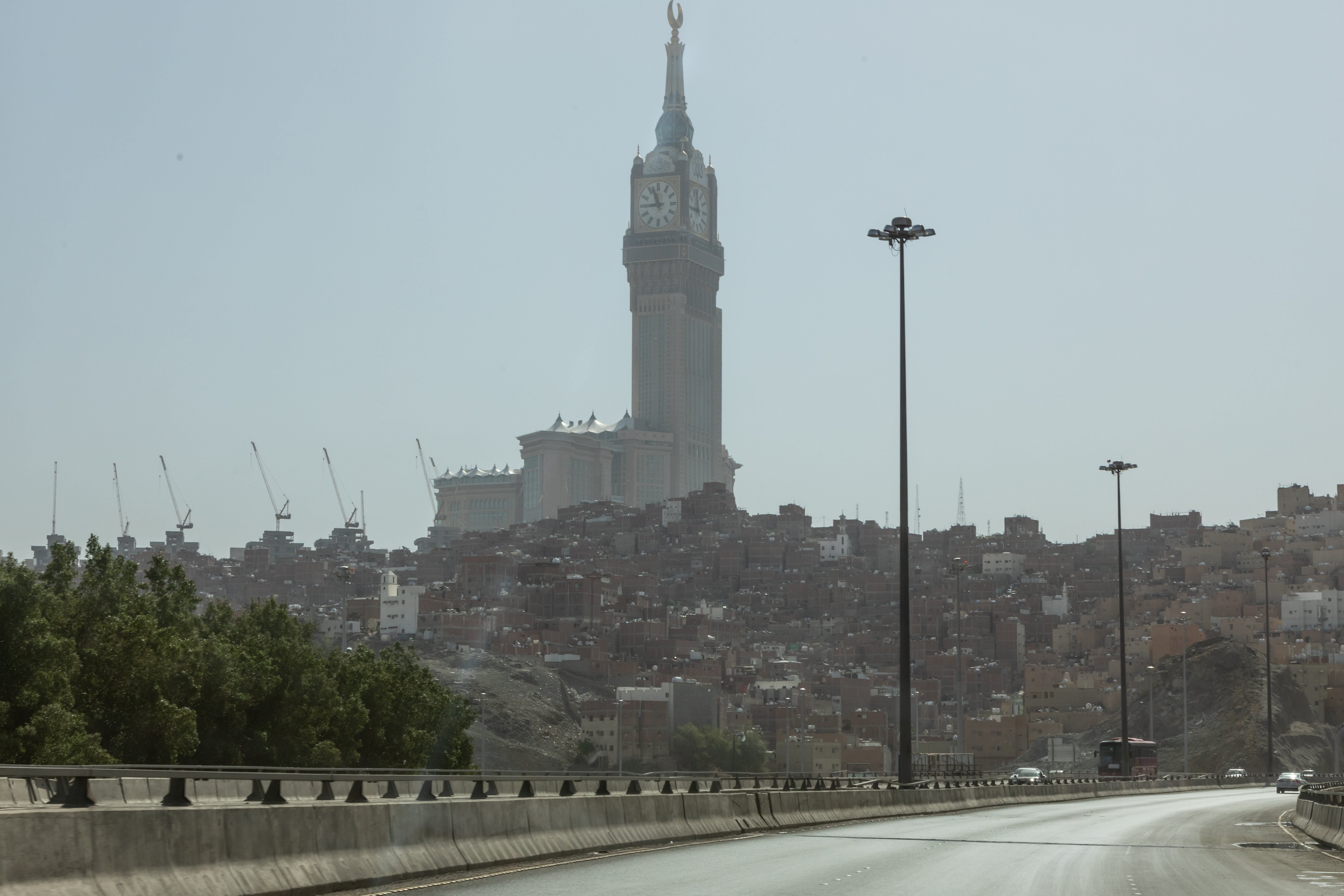
ساعة مكة في الظهيرة

تعد ساعة مكة أعلى ساعة في العالم حيث تقع على قمة برج الساعة. ولزيادة مجال رؤية الساعة فقد تم بناء الساعة بأربعة أوجه موزعة على واجهات برج الساعة الأربعة حيث يبلغ مدى مشاهدتها 30 كيلومتر. ويبلغ عرض الساعة 43 مترمربع وطولها ايضا 43 مترمربع ماجعل منها أكبر ساعة في العالم. ويبلغ اجمالي ارتفاع الساعة 251 متر متمثلا في الساعة وعنقها والهلال في أعلاها مما أسهم في بلوغ البرج لإرتفاع 601 متر.

## صور

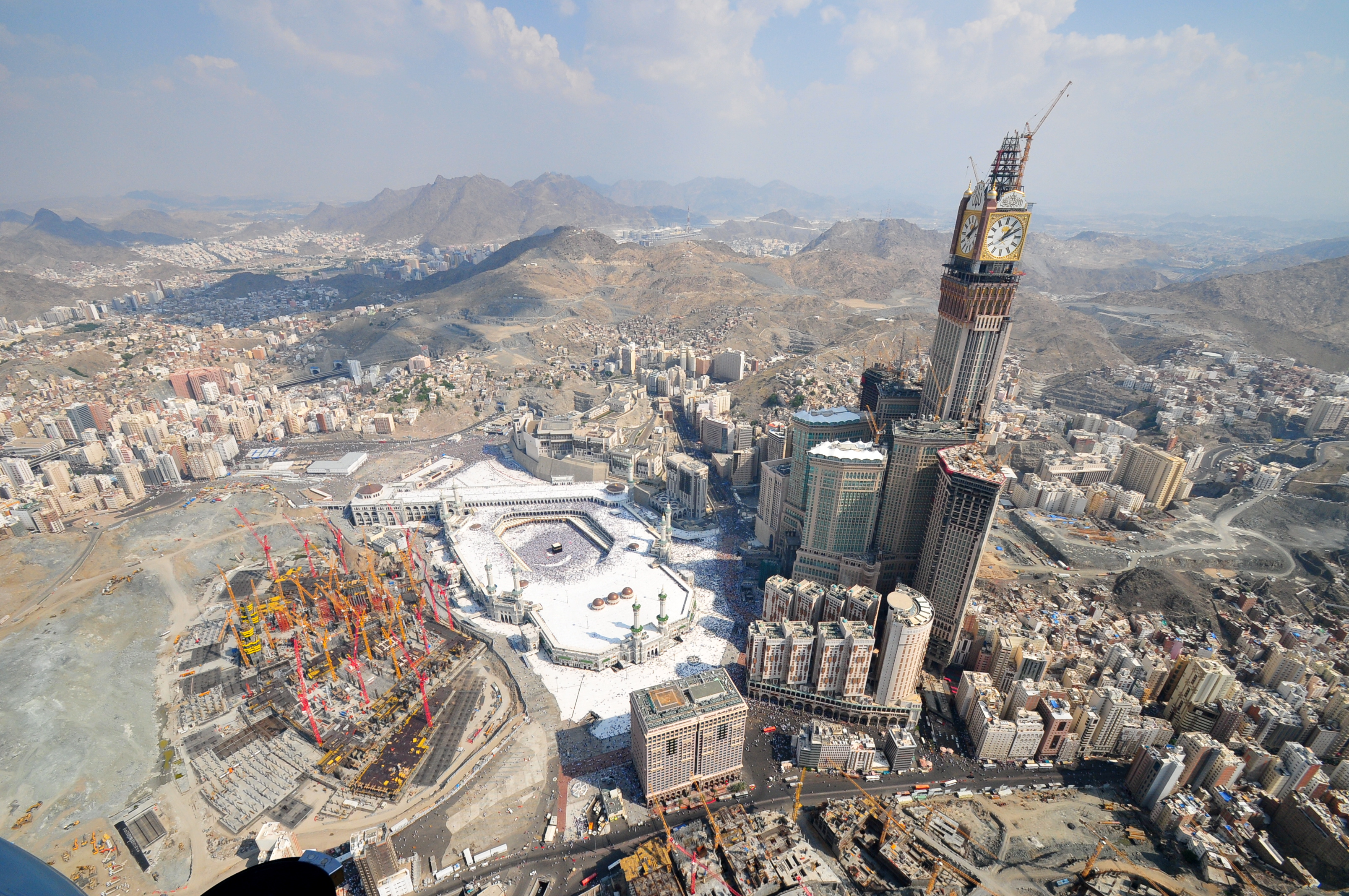
الأبراج في المراحل الأخيرة قبل إتمامها
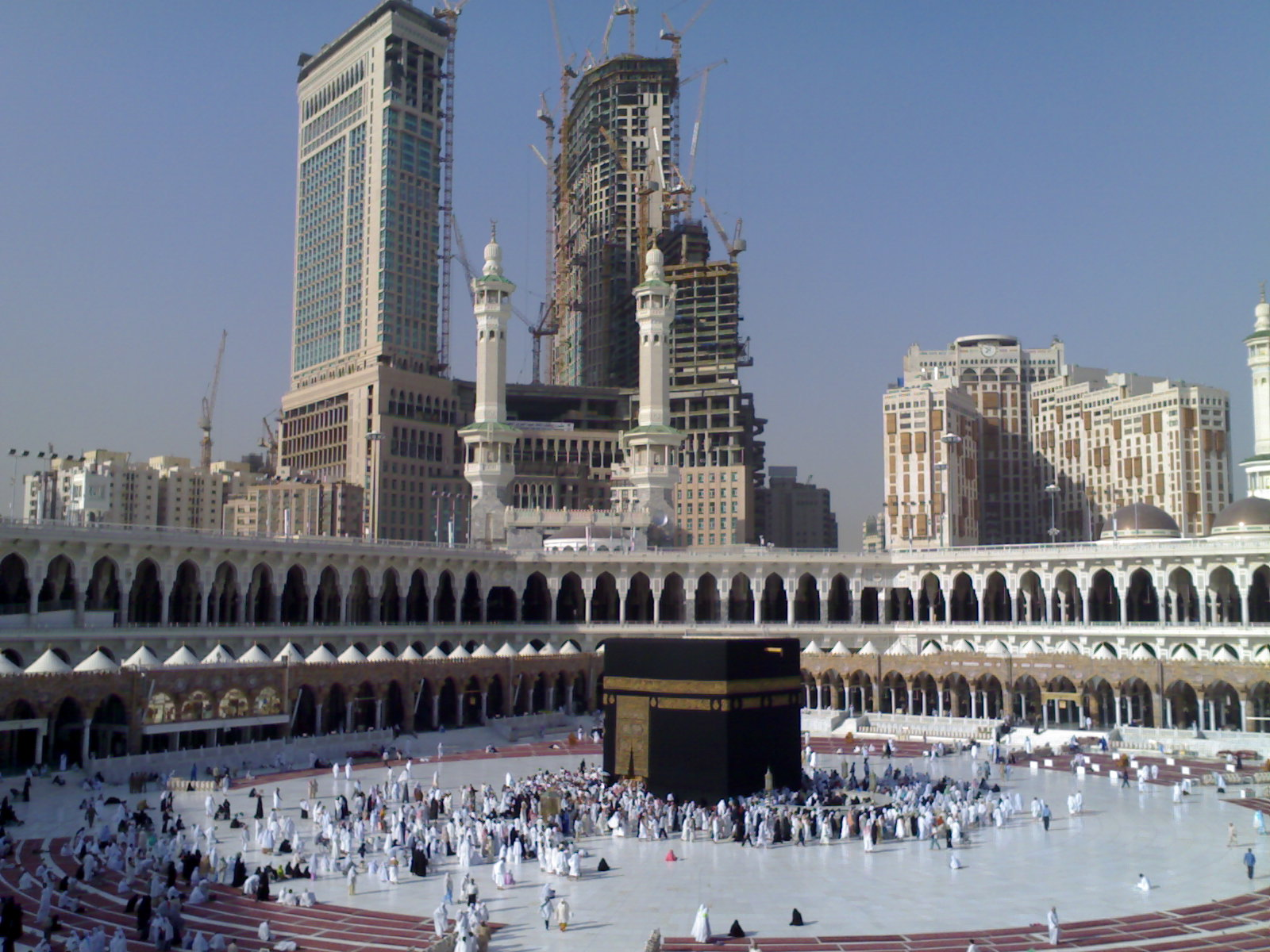
الأبراج في مرحلة الإنشاء في تاريخ 23 مايو 2006
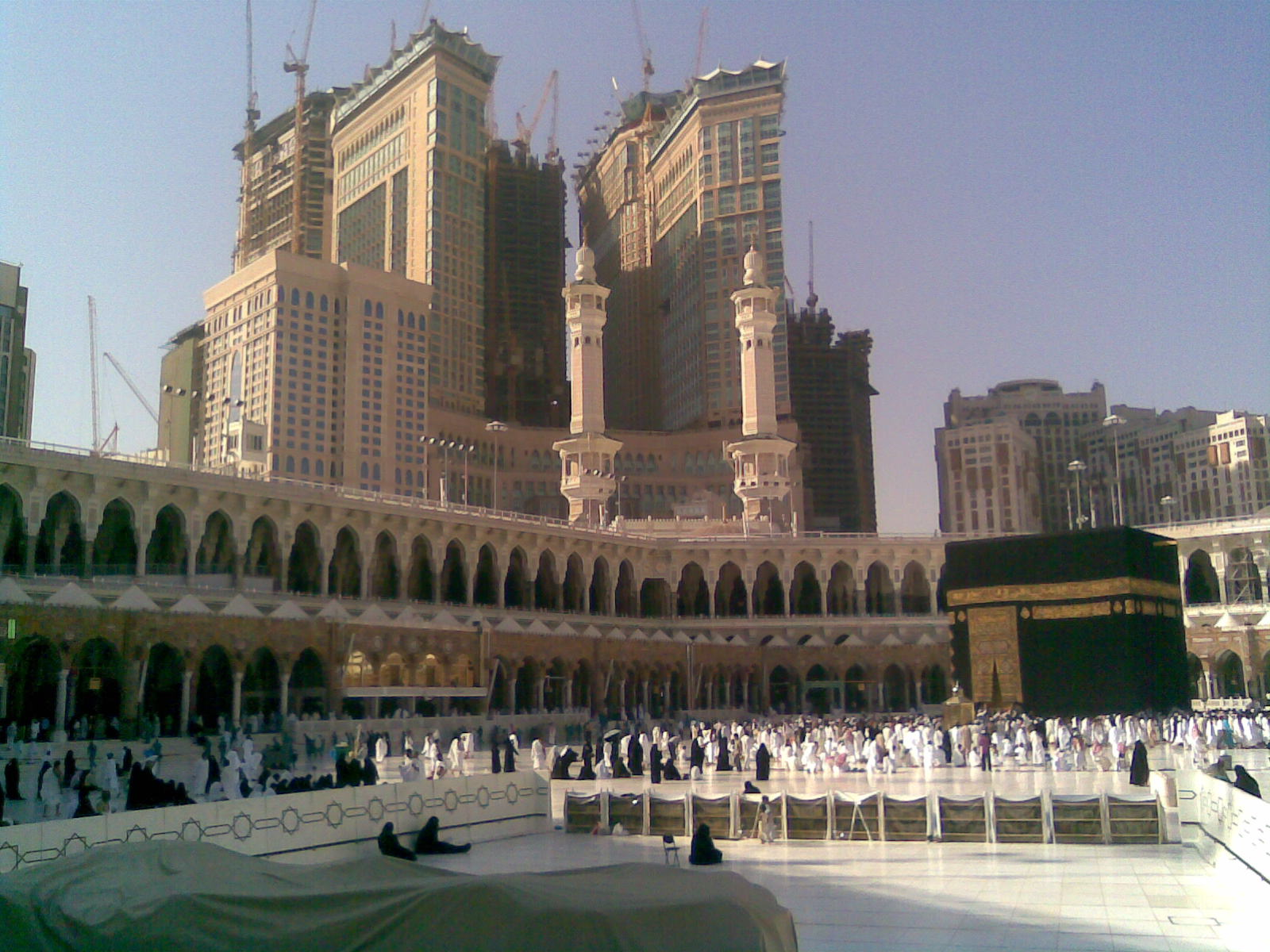
الأبراج في مرحلة الإنشاء في تاريخ 27 يناير 2010
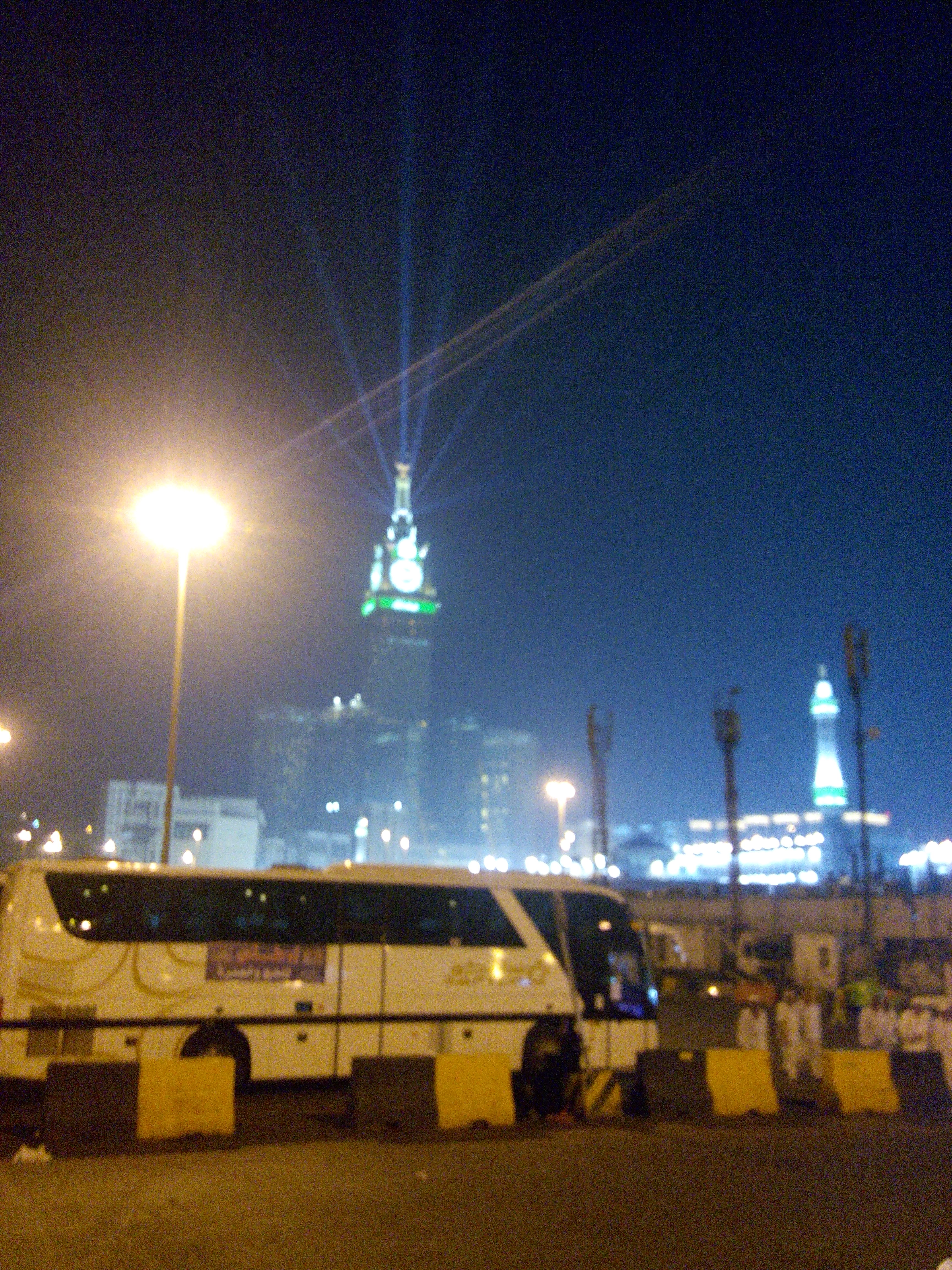
صورة ليلية يظهر فيها برج ساعة مكة في الوسط
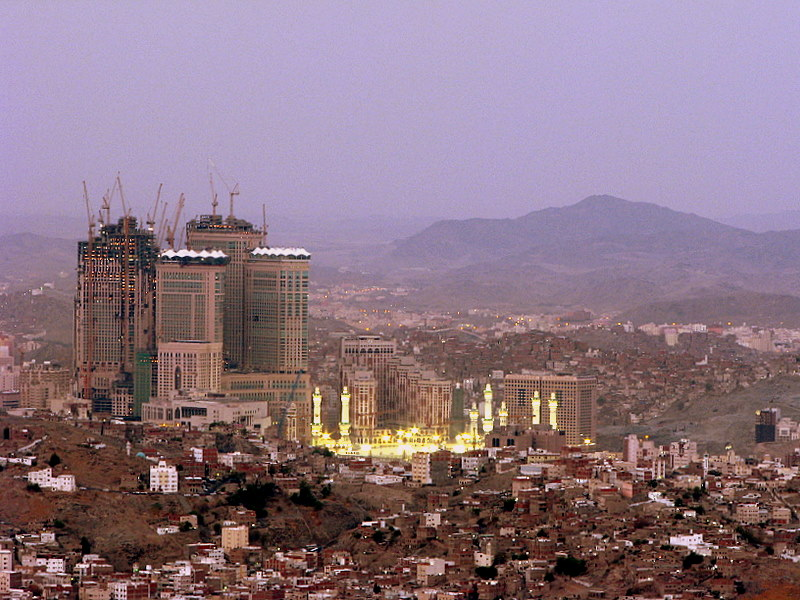
ابراج البيت خلال مرحلة البناء
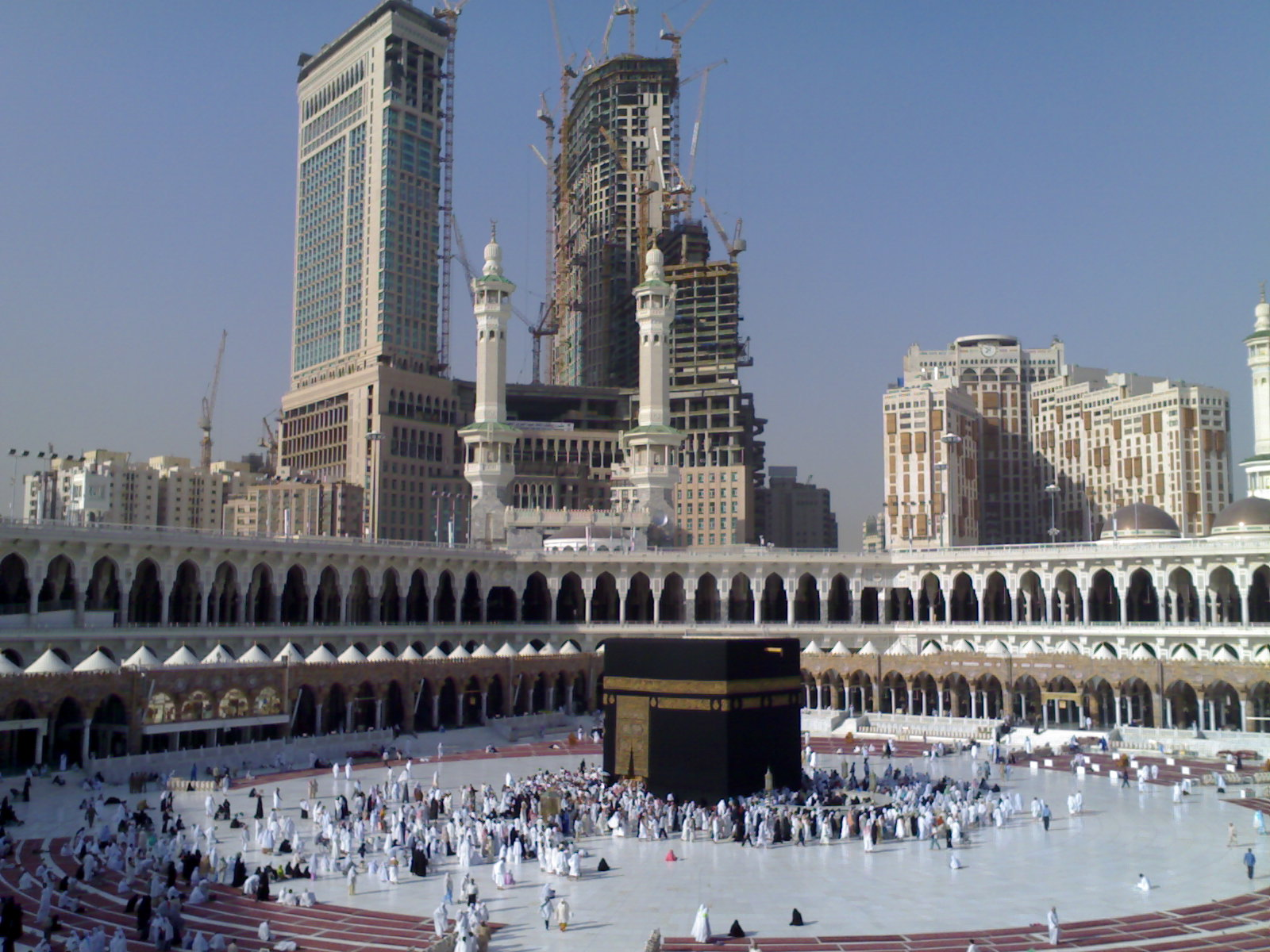
ابراج البيت خلال مرحلة البناء
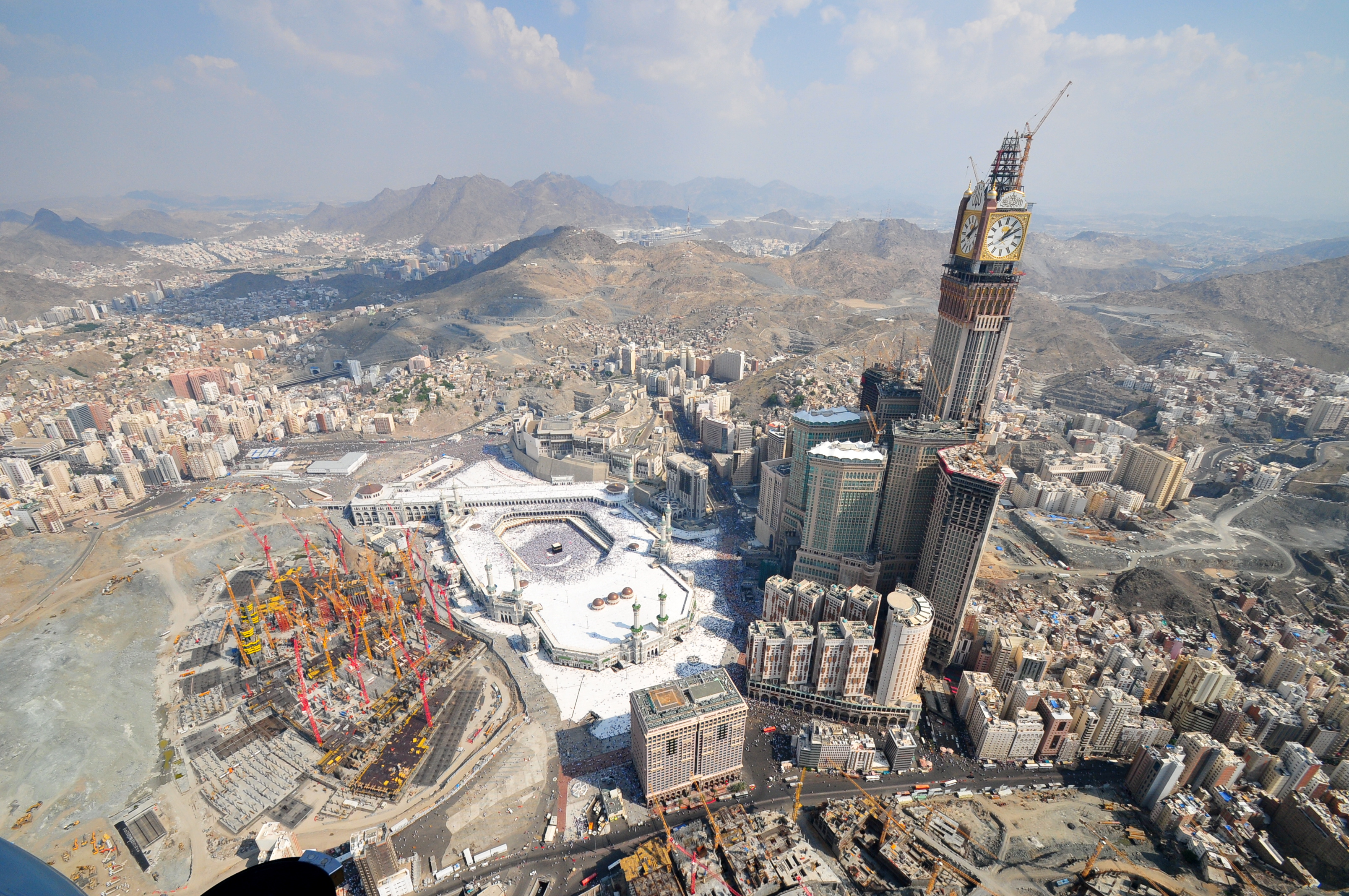
ابراج البيت خلال مرحلة البناء النهائية
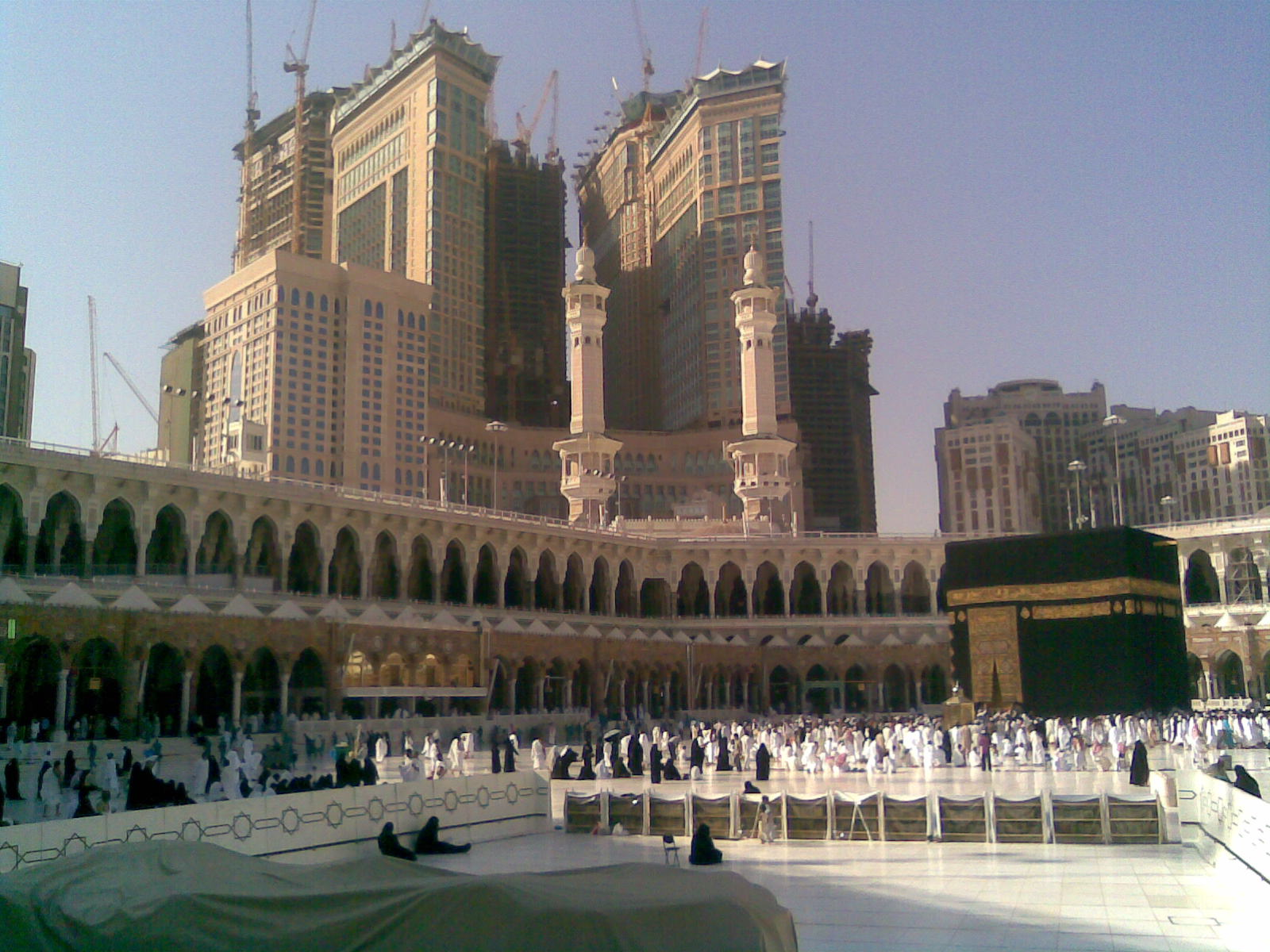
ابراج البيت خلال مرحلة البناء
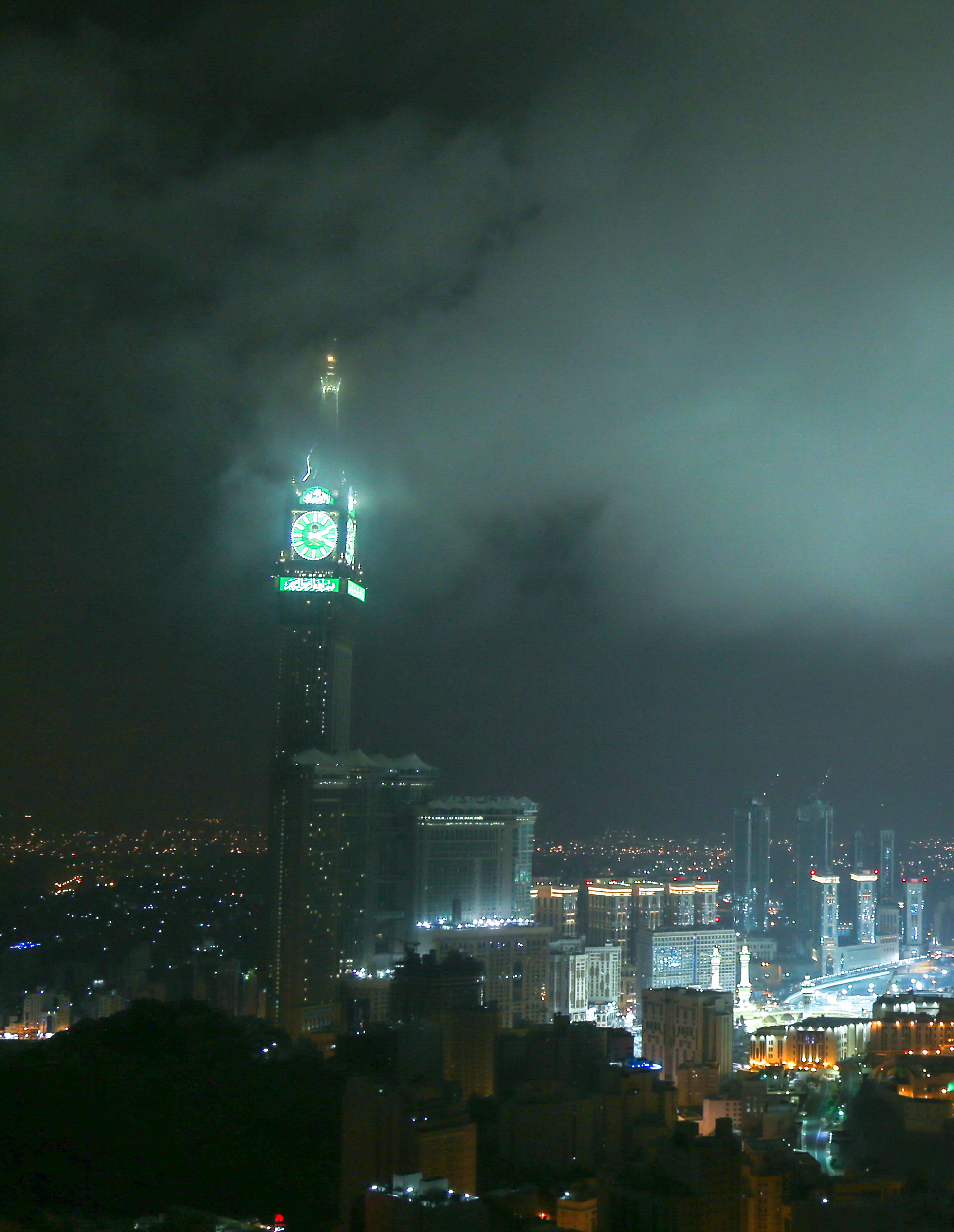